# Chaclacayo
Chaclacayo est un district de la province de Lima au Pérou. Il est situé dans la vallée du fleuve Río Rímac.